# Friedrich Zickwolff
Friedrich Zickwolff (1er août 1893 à Bayreuth - 17 septembre 1943 en Bretagne) est un Generalleutnant allemand qui a servi au sein de la Heer dans la Wehrmacht pendant la Seconde Guerre mondiale.
Il a été récipiendaire de la Croix de chevalier de la Croix de fer. Cette décoration est attribuée pour récompenser un acte d'une extrême bravoure sur le champ de bataille ou un commandement militaire avec succès.

## Biographie
Friedrich Zickwolff est le fils de Wilhelm Zickwolff, ingénieur et directeur d'usine à gaz, et de son épouse Eleonore, née Wagner. Son père est mort le 19 juillet 1907 au Tyrol. Après son baccalauréat au lycée de Munich, il s'engage le 1er juillet 1908 dans l'armée wurtembergeoise en tant que porte-drapeau. Ce fils d'ingénieur est affecté à la 9e compagnie du 124e régiment d'infanterie (de), au sein duquel il prête serment le 18 juillet 1908.
Friedrich Zickwolff est blessé par des résistants français en août 1943 et meurt de ses blessures le 17 septembre 1943.

## Décorations
- Croix de fer (1914)
  - 2e Classe
  - 1re Classe
- Insigne des blessés (1914)
  - en Noir
- Croix d'honneur
- Agrafe de la Croix de fer (1939)
  - 2e Classe
  - 1re Classe
- Croix de chevalier de la Croix de fer
  - Croix de chevalier le 2 juin 1942 en tant que Generalleutnant et commandant de la 113. Infanterie-Division[1]